# Барбешница
Барбешница (на македонска литературна норма: Барбешница) е река в източната част на Северна Македония. Реката извира в северния дял на планината Плачковица. След село Блатец и град Виница протича в посока югоизток. Влива се в Малешевската река.